# Andreas Hagen (journalist)
 Der er flere personer med dette navn, se Andreas Hagen (flertydig).
Andreas Hagen (9. februar 1924 i Våler – 29. september 2011), var en norsk journalist og redaktør. Hagen begyndte som journalist i Østlendingen i 1954. Derefter var han ansat på Nationen fra 1957 til 1968, før han kom tilbage til Østlendingen, hvor han var chefredaktør fra 1968 til 1994.